# Repique de mão

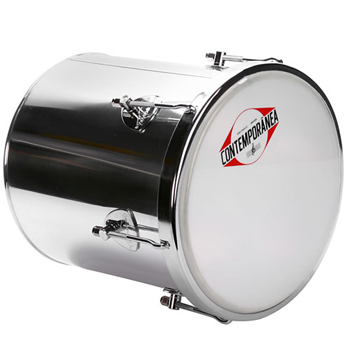
Repique de Mão

Repique-de-mão é um instrumento de percussão de forma cilíndrica, tocado com as mãos.
Foi adaptado através de um tom de bateria acústica, ideia desenvolvida por Ubirany do Cacique de Ramos (integrante e um dos fundadores do grupo de samba Fundo de Quintal). Este instrumento tem como característica uma levada peculiar que dá um molho e swing especial na roda de samba.